# Sacerdotes por la vida
Sacerdotes por la vida (Priests For Life en inglés) es una organización provida y antiabortista con sede en Titusville (Florida). PFL funciona como una red para promover y coordinar el activismo provida, especialmente entre sacerdotes y laicos católicos, con el objetivo estratégico principal de acabar con el aborto y la eutanasia y difundir el mensaje de la encíclica Evangelium vitae, escrita por el Papa Juan Pablo II.
El 30 de abril de 1991, el arzobispo John R. Quinn de San Francisco aprobó oficialmente a Sacerdotes por la Vida como Asociación pública de fieles, término extraído del Código de Derecho Canónico de 1983. La organización se incluyó posteriormente en el Directorio Católico oficial. Sacerdotes por la Vida ha formado una asociación internacional de católicos llamada "Evangelio de la Vida", y ha solicitado a la Santa Sede que le conceda el estatus y la estructura adecuados en la Iglesia. El obispo Patrick Zurek de la diócesis de Amarillo declaró en 2016 que Sacerdotes por la Vida es una institución civil, no una organización católica.

## Historia
La organización comenzó en 1991 a través del trabajo del padre Lee Kaylor, un sacerdote católico que trabajaba en la Arquidiócesis de San Francisco. El padre Kaylor tomó conocimiento de un nuevo proyecto legal que sería propuesto en Sacramento, California, al cual consideraba contrario a la causa provida, debido a ello decidió escribir a todos los sacerdotes católicos de California, junto a sus dos amigos, el padre Frank Felice y el padre Voight Emmerick, intentando consolidar una oposición a la legislación. El padre Kaylor recibió una amplia respuesta positiva en forma de cartas y de financiamiento para su causa. Decidió establecer un grupo que pudiera coordinar las actividades provida del clero abarcando al país para lograr ser más efectivos en su misión. El resultado de su organización volvió a tener respuestas positivas, por lo que se dirigió al arzobispo John R. Quinn para solicitar la aprobación canónica del grupo. Obtuvieron la aprobación el 30 de abril de 1994 para formar una Asociación de los Fieles privada, siendo ingresados al Directorio Oficial Católico.
En 2003, se les otorgó el estatus de Organización no gubernamental por las Organización de Naciones Unidas.

## Estatus
Si bien solamente pueden ser miembros principales los obispos, sacerdotes y diáconos católicos, también existen los miembros auxiliares ya que el estatus canónico de la organización es de Asociación Privada de Fieles Cristianos. Tienen alrededor de 60 empleados a tiempo completo. Su director nacional es el Padre Frank Pavone. Los Sacerdotes por la vida existen para mostrarle al clero cómo se combate la "Cultura de la muerte".
El 1 de agosto de 2012, hubo una Orden Especial en el Congreso de Estados Unidos liderada por la representante Michele Bachmann, destacando el 20 aniversario de Sacerdotes por la vida y su importancia en el mundo de hoy. Además seis representantes hablaron un total de 35 minutos apoyando a la organización, estos fueron Chris Smith, Jeff Fortenberry, Jean Schmidt, Louie Gohmert y Tim Walberg. El evento fue transmitido por C-SPAN.

## Demanda al Mandato de la HHS
El 15 de febrero de 2012 la organización se convirtió en la cuarta a nivel nacional en presentar una demanda contra el mandato del Departamento de Salud y Servicios Sociales de los Estados Unidos (HHS), durante la administración del presidente Barack Obama, por considerar que tal reglamento era "inconstitucional en varios niveles". La demanda fue presentada en la Corte de Distrito del Distrito Este de Nueva York.

## Imágenes gráficas
A través de internet la organización provee una colección de fotos de bebés vivos y de bebés abortados. También han repartido las fotos físicamente. Según Pavone: "No hay una sola cosa más poderosa en orden a cambiar a las personas sobre el aborto simplemente mostrarles las imágenes...  Cuando las personas ven lo que el aborto le hace a un bebé, les llega al corazón y a sus conciencias despiertan."